# GWR Hurricane locomotive
GWR Hurricane («Ураган») — второй из двух паровозов, заказанных по спецификациям Изамбарда Кингдома Брюнеля для Большой Западной железной дороги у R. & W. Hawthorn & Co. (первым был Громобой). Паровоз уникальной компоновки: чтобы выполнить задание Брюнеля, конструктор расположил паровую машину на раме с осевой формулой 1-1-1, а котёл на отдельной трёхосной буксируемой раме.
Паровоз был доставлен заказчику 6 октября 1838 года и проработал до декабря 1839-го при пробеге 10 527 миль (16 942 км). После списания «Урагана» его котёл был поставлен на новый товарный паровоз GWR Pyracmon Class «Бахус».